# Nobres
Nobres es un municipio brasilero del estado de Mato Grosso. Se localiza a una latitud 14º43'13" sur y a una longitud 56º19'39" oeste, estando a una altitud de 200 metros. Posee una área de 7341,31 km² y su población estimada en 2004 era de 15.432 habitantes.
Llama la atención la gran cantidad de puntos turísticos como la Laguna Azul o la Cascada del Tombador, entre otros. Su principal fuente económica es el cemento y la piedra caliza, además de las grandes plantaciones de grano. En Nobres se sitúa la única cementera del estado de Mato Grosso, la Votorantim Cimentos Brasil Ltda., la cual está en operación desde 1992.